# HR Lyrae
HR Lyrae eller Nova Lyrae 1919 var en nova i stjärnbilden Lyran. HR Lyrae nådde magnitud 6,5 i maximum och avklingade sedan snabbt. Novan upptäcktes den 6 december 1919 av amatörastronomen Joan C. Mackie.